# Sự quyến rũ của người vợ
Sự quyến rũ của người vợ (tiếng Hàn: 아내의 유혹/ Anaeui yuhog) là một bộ phim truyền hình của Hàn Quốc do đài SBS sản xuất. Bộ phim lên sóng truyền hình từ cuối năm 2008 và kết thúc vào ngày 1 tháng 5 năm 2009. Mặc dù có nhiều tranh cãi về nội dung nhưng phim vẫn đạt tỷ suất khán giả trung bình là 30% mỗi tập. Đặc biệt, ở những tập vào giai đoạn giữa và cao trào của phim, tỷ suất khán giả đã lên đến 40%. Nữ diễn viên chính Jang Seo Hee và các vai diễn phụ khác trong phim đã giành nhiều giải thưởng tại Lễ trao giải cuối năm 2009 của đài SBS.

## Nội dung
Gia đình của Goo Eun-jae và Shin Ae-ri là bạn bè thân thiết của nhau, hay đến nhà nhau chơi. Khi Ae-ri còn nhỏ, trong 1 lần cả gia đình cô lái xe đến nhà Eun-jae thì gặp tai nạn khiến cha mẹ của Ae-ri qua đời và chỉ còn Ae-ri sống sót. Từ đó Ae-ri sống với gia đình Eun-jae, Ae-ri và Eun-jae là bạn thân thiết của nhau và anh trai của Eun-jae, Kang-jae là bạn trai của Ae-ri.
Khi cả hai học đại học thì một người  bạn cùng trường là Jung Kyu-bin đã theo đuổi Eun-jae. Một lần Kyu-bin đã hẹn gặp để chuốc rượu Eun-jae và nhân cơ hội đó để chiếm đoạt cô. Eun-jae quyết định sang Pháp để theo học ngành trang điểm tại một ngôi trường nổi tiếng nhưng cô phát hiện ra mình đã có thai với Jung Kyu-bin. Cô đành phải làm đám cưới và mọi hy vọng cho sự nghiệp bị tiêu tan.
Sau đó, Ae-ri thế chỗ Eun-jae để đi du học Pháp và trở về nước sau 5 năm. Eun-jae sốc nặng khi biết chồng mình đã ngoại tình với Ae-ri và cả hai đã có một đứa con trai 5 tuổi. Kyo-bin cùng mẹ mình sau đó đã gây áp lực để Eun-jae ký đơn ly hôn.
Cuộc sống của Ae-ri cũng chẳng tốt hơn khi cô biết được cha chồng luôn nhìn mình một cách khinh bỉ. Ae-ri đã truy tìm Eun-jae khi đó đang tạm trú tại một hòn đảo nhỏ và yêu cầu cô phá thai. Kyu-bin cũng đã gặp Eun-jae để lấy lại chiếc nhẫn cưới và vứt xuống biển. Eun-jae nhảy xuống biển để chụp chiếc nhẫn nhưng cô không biết bơi. Eun-jae kêu cứu nhung không được giúp đỡ và đã trôi ra phía xa bờ biển. Kyu-bin và Ae-ri sau đó đã cố tình che giấu và tìm ra lý do để bao biện cho sự mất tích đột ngột của Eun-jae.
Lúc này bà Min Hyun-ju cũng tình cờ có mặt tại đây cùng với con trai nuôi là Min Gun-woo để tìm kiếm thi thể con gái ruột Min So-hee đã tự sát ở cùng bãi biển này. Khi thấy Eun-jae đang bất tỉnh bên bờ biển, Gun-woo đã ra tay cứu cô. Sau khi được cứu sống, Eun-jae đã được thế chỗ của con gái của bà Min dưới thân phận là Min So-hee.
Eun-jae quay về để báo thù dưới nhân thân của cô gái mất tích là Min So-hee. Cô lập kế hoạch quyến rũ lại chồng cũ Kyu-bin và khiến cuộc sống của anh cùng cô vợ mới Ae-ri càng lúc càng đảo lộn. Cùng lúc đó, tình cảm giữa Goo Eun-jae và Min Gun-woo cũng đã bắt đầu nảy nở và cả hai đã quyết định sẽ tiến tới hôn nhân. Nhưng chính lúc này đây, cô con gái ruột của Min Huyn-ju - người cũng bị mất tích cùng ngày với Goo Eun-jae đã sống sót và trở về, rắp tâm cùng với Shin Ae-ri để phá hoại hạnh phúc và sự nghiệp của Goo Eun-jae vì đã cướp đi anh trai nuôi (Min Gun-woo) - người mà cô thầm yêu...

## Diễn viên

### Diễn viên chính
- Jang Seo Hee: Goo Eun Jae (구은재)

Eun-jae là một người có tinh thần trách nhiệm cao, luôn quan tâm người khác, từ bi và khá ngây thơ. Cô có một ước mơ lớn và mong muốn là trở thành chuyên gia trang điểm thành công. Cô luôn dành hết sự quan tâm cho gia đình mình, nhất là khi bị đe dọa và sẵn sàng hy sinh cho gia đình của mình. Cô tốt nghiệp trường đại học có uy tín và nuôi dưỡng cho mình ước mơ trở thành một chuyên gia trang điểm. Bởi vì cô đã phát hiện mình mang thai với Jung Kyu-bin, sau khi bị anh ta cưỡng chế, không còn sự lựa chọn nào khác, cô đành chấp nhận phải từ bỏ ước mơ của mình và kết hôn với Kyu-bin. Mặc dù đó là một quyết định khó khăn, khi kết hôn mà không có tình yêu với Kyu-bin, cô đã cố gắng hết mình cho chồng và học cách nấu ăn để trở thành người vợ tuyệt vời trong gia đình. Gia đình Kyu-bin trong suốt 7 năm đã lợi dụng cô, coi cô như một người hầu trong nhà. Tuy nhiên, cô đã sớm nhận ra rằng cuộc đời mình đầy sự dối trá, phản bội từ chồng và người bạn thân nhất.
Điều đó bắt buộc cô phải biến đổi trở thành một người phụ nữ khác. Lần suýt chết đấy của cô đã trở thành một cơ hội để cô được sinh ra một lần nữa. Cô bắt đầu giả làm So-hee - một cô gái thông minh, khôn ngoan, đôi mắt sắc sảo, phong cách, tài năng, tàn nhẫn, thành công trong mọi lĩnh vực. Cô lên kế hoạch trả thù chồng và bạn thân - người cũng là cô con gái nuôi của bố mẹ cô trước kia.
- Lee Jae Hwang: Min Gun Woo (민건우)

Gun-woo là một đứa trẻ mồ côi, anh đã phải trải qua một cuộc sống vô vàn khó khăn cho đến khi Lady Min nhận anh làm con trai nuôi của bà. Anh chăm sóc cho con gái của bà là Min So-hee, anh nghĩ rằng điều này là đúng đắn để báo đáp công ơn của Lady Min nhưng khi anh nhận ra rằng So-hee đang yêu anh, anh tỏ ra lạnh nhạt với cô. Sau khi So-hee tự tử, Gun-woo cảm thấy mình phải chịu trách nhiệm cho việc này nhưng khi anh gặp Eun-jae (khi cứu sống cô) thì anh đã nhận ra tình yêu đích thực của mình. Là một kiến trúc sư tài năng, anh tình cờ vào làm việc với Kyu-bin trong một công ty xây dựng, mặc dù có trái tim ấm áp và chăm sóc tốt nhưng đôi lúc anh lại tỏ ra lạnh lùng. Anh có luôn có những hành động thân mật để mở lòng với Eun-jae.
- Byun Woo Min: Jung Gyo Bin (정교빈)

Từ thời còn là học sinh, Kyu-bin luôn luôn lười biếng và phụ thuộc vào tiền của gia đình. Anh không giờ quan tâm tới việc học hành và tốt nghiệp chỉ bằng cách hối lộ. Kyu-bin là một người lười biếng, phụ thuộc vào người khác, vô dụng, ích kỷ, dễ dàng bị lừa dối, kiêu ngạo, vô trách nhiệm, lăng nhăng và nhanh chóng đẩy lỗi cho người khác.
Sau khi tốt nghiệp, anh học việc kinh doanh bất động sản từ cha mình. Từ thời trung học, anh đã quan tâm đặc biệt tới Eun-jae nhưng không được đáp lại. Anh đã dùng hành động cưỡng chế để bắt cô kết hôn với mình nhưng sau đám cưới, Eun-jae bị sẩy thai, Kyu-bin lập tức tỏ ra chán chường với Eun-jae và bắt đầu giở thói trăng hoa của mình mà không có bất kỳ cảm giác trách nhiệm nào. Anh bắt đầu quan tâm đến Ae-ri và khi thấy Ae-ri bắt đầu có tình cảm với mình, Kyu-bin đã lợi dụng ước mơ của Ae-ri để đưa cô sang Pháp du học nhằm bịt miệng về mối quan hệ giữa hai người. Nhưng khi Ae-ri trở về để tìm lại khoảng thời gian hạnh phúc so với trước kia, và đem theo Nino là đứa con do kết quả tình yêu của họ, anh đã bị dụ dỗ một lần nữa và nghe theo yêu cầu của Ae-ri là nộp đơn xin ly hôn với Eun-jae để cưới cô. Anh nhanh chóng bị rơi vào cảnh thảm hại khi Eun-jae trả thù bằng cách làm tiêu tan tài sản của gia đình mình
- Kim Seo Hyung: Shin Ae Ri (신애리)

Ae-ri là con gái một người bạn của bố Eun-jae và khi bố mẹ Ae-ri bị chết trong một vụ tai nạn giao thông, bố của Eun-jae đã nhận nuôi cô. Bởi vì sống trong gia đình người khác từ khi còn trẻ, cô đã có được sự khôn ngoan để giành lấy sự ủng hộ của những người khác xung quanh mình. Ae-ri là một người xảo quyệt, tinh quái, nhanh trí, tự hào, tàn nhẫn, chăm chỉ, quan tâm đến tiền bạc và quyền lực, dám làm bất cứ điều gì để có được mọi thứ mà cô muốn. Mong muốn của cô là thành công hơn mọi người, và mang mối hận thù khi bị người khác sỉ nhục. Cô nhận được tình yêu vô điều kiện từ anh trai của Eun-jae là Kang-jae và bố mẹ Eun-kae đã chấp nhận Ae-ri là con gái trên pháp luật của họ cho tương lai. Mặc dù cô đảm nhiệm vai trò hoàn hảo trước mặt người khác, nhưng bên trong cô lại mơ ước được nâng cao địa vị xã hội của mình và không bao giờ hài lòng với Kang-jae. Cô luôn quan tâm đến Kyu-bin và ghen tị với Eun-jae khi cô kết hôn với anh ta. Liên tiếp thăng tiến trong sự nghiệp nhưng tinh thần của cô ngày càng bất ổn và trở thành người tàn ác một cách đáng ghê sợ.
Cô luôn thấy mình là người thứ hai bên cạnh Eun-jae, và có thể làm bẽ mặt gia đình Eun-jae một cách vô lương tâm, mặc dù cô đã lớn lên trong gia đình này từ lúc còn nhỏ. Khi cô tiếp cận được Kyu-bin, cô sẽ làm bất cứ điều gì để có được cuộc sống mà cô luôn mơ ước.

### Diễn viên phụ
Gia đình Eun-jae:
- Kim Yong Gun: Goo Young Su (구영수)

Mặc dù ông không quan tâm tới những khó khăn của vợ ông, khi nói đến trẻ em, tình yêu của ông đối với chúng là vô ngần. Ông cũng từng là một ca sĩ nhưng lại không thành công và không làm ra nhiều tiền cho gia đình ông.
- Yoon Mi Ra: Yoon Mi Ja (윤미자)

Bà là một người mẹ điển hình và cũng là trụ cột của gia đình. Bà đã là người lau dọn nhà cửa để kiếm tiền cho gia đình và đáp ứng nhu cầu cho Lady Min.
- Choi Jun Yong: Goo Kang Jae (구강재)

Là một người có một cá tính độc đáo, khác hẳn cả cha mẹ, sống cho công lý nhưng đôi lúc anh ấy như ngọn lửa với tính khí nóng nảy của mình. Đối với Ae-ri, anh luôn sẵn sàng hi sinh mọi thứ.
Gia đình Kyu-bin:
- Kim Dong Hyun: Jung Ha Jo (정하조)

Ông là một người giải quyết tất cả mọi thứ bằng tiền và chỉ hiểu được tiền. Ông đã phản bội Lady Min – người đã gửi ông đến Đại học và trở nên giàu có. Sau đó, ông trở thành Chủ tịch của công ty xây dựng với một dải đất đã đánh cắp từ tay Min Hyun-ju.
- Geum Bo Ra: Baek Mi In (백미인)

Bà là con gái của một gia đình rất giàu có, là một người ngu dốt và thích tiêu tiền. Bà tin rằng bà đang ở trong tầm kiểm soát của chồng nhưng trong thực tế, chồng bà lại có thái độ chán ghét với bà và yêu tiền hơn. Bà đã yêu cầu con dâu Eun-jae phải hầu việc để phục vụ bà trong khi đánh bạc và đi Spa với bạn bè hàng ngày.
- Oh Young Sil: Jung Ha Neul (정하늘)

Ai cũng biết Ha-neul là em gái trẻ của Ha-jo nhưng thật sự Ha-neul là con gái được sinh ra giữa Ha-jo và Lady Min và là chị gái cùng cha khác mẹ của Soo-bin và Kyu-bin. Cô bị thiểu năng trí tuệ sau một cơn sốt cao khi mới một tuổi. Tuy vậy, cô là một người tốt bụng. Cô rất quý Eun-jae và căm ghét Ae-ri cùng Kyu-bin. Trong gia đình, cô cùng Soo-bin là hai người duy nhất bảo vệ Eun-jae, lên án Kyo-bin và không ngần ngại đáp trả hay thể hiện sự khinh miệt với Ae-ri.
- Song Hee Ah: Jung Soo Bin (정수빈)

Soo-bin học cùng trường trung học với Eun-jae và cũng là em gái ruột của Kyo-Bin. Cô có một tư tưởng sống hoàn toàn khác với gia đình cô, không ỷ vào sự giàu có để lên mặt hay coi thường người khác. Soo-bin là người có tính tự lập cao, sống tử tế, luôn cố gắng đi lên bằng chính sức mình, có thể nói là trái ngược hoàn toàn với Kyo-bin. Cô hay giúp đỡ Ha-neul cũng như Eun-jae vào  những lúc cần thiết. Khi Eun-jae rơi xuống biển và mất tích, chỉ có cô cùng với Ha-neul nhớ tới người chị dâu bất hạnh của mình. Cô cũng là người duy nhất lên án, chỉ trích sự vô liêm sỉ của Ae-ri, sự vô tình, phản bội của anh trai dành cho Eun-jae.
(Nhân vật bị xóa bỏ trong bản phim Philippines và Việt Nam.)
Gia đình Gun-woo:
- Jung Ae Ri: Min Hyun Ju (민여사)

Bà có mối tình đầu với Jung Ha-jo khi ông trở thành nhân viên của bố bà. Tuy nhiên Ha-jo đã lấy cắp giấy tờ đất cùng tài sản của bố bà, mang theo đứa con gái của hai người bỏ trốn khiến bố bà sốc và qua đời. Bà trở thành kẻ trắng tay, lang thang. Sau này, bà gặp một người đàn ông tốt bụng. Người này kết hôn với bà, giúp bà gầy dựng sự nghiệp với thẩm mỹ viện và hai người đã có một cô con gái tên So-hee, tuy nhiên về sau người đàn ông này cũng vì một vụ tai nạn mà qua đời. Về sau, bà trở thành doanh nhân thành đạt trong ngành chăm sóc sắc đẹp. Bà nhận Gun-woo làm con nuôi. Sau khi biết được hoàn cảnh của Eun-jae, bà đã giúp đỡ và cùng cô lên kế hoạch trả thù gia đình Ha-jo.
- Chae Young In: Min So Hee (민소희)

Khi mẹ của cô bắt đầu ra ngoài để làm việc, cô đã được chăm sóc bởi người anh nuôi của cô. Cô đã có tình cảm với Gun-woo mà không hề nhận ra nó. Cô luôn đòi hỏi mọi thứ theo ý của mình và do đó, không thể bỏ đi tình cảm của mình đối với Gun-woo. Sau khi bị từ chối tình cảm bởi Gun-woo, cô đã tự sát ở bãi biển, tình cờ cùng một nơi mà Eun-jae rơi xuống nhưng thực ra cô chỉ để lại đồ dùng trên bờ và bỏ đi mà không báo trước. Sau này khi So-hee trở lại Ae-ri đã lợi dụng cô để giành lại Công ty xây dựng cho Kyu-bin.
Gia đình Ae-ri:
- Jung Yoon Suk: Jung Shin Ni No

Là con trai của Ae-ri với Kyu-bin. (Nhân vật bị xóa bỏ trong bản phim Philippines.)

## Đón nhận
Mặc dù có nhiều tranh cãi về nội dung nhưng phim vẫn đạt tỷ suất khán giả trung bình là 30% mỗi tập và có những tập phim tỷ suất khán giả đã lên đến 40%. Nữ diễn viên chính Jang Seo Hee và các vai phụ trong phụ trong phim đã giành nhiều giải thưởng tại Lễ trao giải cuối năm 2009 của đài SBS. Ngoài ra, phim còn được mua bản quyền phát sóng và remake lại bộ phim tại nhiều quốc gia trên thế giới.
Tại Philippines, bộ phim là chương trình truyền hình ban ngày được đánh giá cao nhất vào những tháng cuối năm 2010 và giữ vững ngôi vị đó suốt nửa đầu năm 2011. Phim đã vượt qua các chương trình khác vào buổi chiều của ABS CBN và TV5 so với các phim/chương trình truyền hình của họ.
Ở Việt Nam, phim được mua bản quyền và phát sóng trên kênh VTV3 từ ngày 16 tháng 3 năm 2011 trong khung giờ phim truyện nước ngoài lúc 22h10 từ thứ 2 đến thứ 6 hàng tuần, sau đó được phát lại trên nhiều kênh khác nhau.

## Tranh cãi
Sự quyến rũ của người vợ đã bị chỉ trích bởi những nội dung và sản xuất phim. Ví dụ, có nhiều chỉ trích từ khán giả khi Eun-jae trở lại với hình dạng là So-hee, cô vẽ một nốt ruồi trên má phải của cô và tất cả mọi người không nhận ra cô là Eun-jae. Các nhân vật khác cũng tin rằng So-hee không phải là Eun-jae vì tính cách của những người này khác nhau. Eun-jae là người dịu dàng và thân thiện trong khi So-hee là người thủ đoạn và tàn nhẫn. Các tranh cãi khác của bộ phim truyền hình này đã được xử lý một cách nhanh chóng và xếp đặt vào tình tiết của kịch bản. Bên cạnh đó, trong thời gian sản xuất bộ phim này, ê-kíp sản xuất bộ phim đã bị tác giả Hye Jung Kyung tố cáo đạo nội dung cuốn sách Janus' City của bà.
Đài SBS đáp trả lại lời cáo buộc của nữ nhà văn bằng việc đối chất trực tiếp, sau đó vụ việc được thu xếp ổn thỏa và kết luận chính thức được đưa ra là nữ nhà văn họ Jung kia chỉ thích gây chuyện hòng nổi tiếng.

## Phiên bản làm lại
- Năm 2009, bộ phim Thiên thần quyến rũ công chiếu Hàn Quốc dài 21 tập, khác phim trước là phiên bản nữ chính, phim chuyển sang là nhân vật nam chính. Phim có sự tham gia của Han Sang-jin/Bae Soo-bin vai Shin Hyun Woo; Lee So-yeon vai Joo Ah Ran... Phim đã từng phát sóng trên TodayTV (Việt Nam) vào lúc 19h từ thứ 2 đến thứ 6 hàng tuần từ tháng 9 năm 2010.
- Năm 2010, bộ phim Son môi hồng lên sóng kênh MBC. Tuyến nhân vật, nội dung khá giống với phim nhưng có những tình tiết thay đổi và độ dài lên 149 tập.
- Năm 2011, bộ phim Hoa hồng có gai được Trung Quốc & Hàn Quốc hợp tác sản xuất, bộ phim được dựng lại một cách cô đọng, rút ngắn từ 129 tập xuống 68 tập với dàn diễn viên trẻ trung xinh đẹp hơn đã mang về cho Hoa hồng có gai hàng loạt thành tích ấn tượng như: Phim truyền hình đạt rating cao nhất năm 2011 của Đài Truyền hình Hồ Nam và toàn Trung Quốc, làm nên trào lưu "về nhà xem phim" mạnh mẽ. Với sự tham gia của Choo Ja Hyun (Hàn Quốc) vai Lâm Phẩm Như, Lý Thái Hoa (Hồng Kông) vai Ngải Lợi, cựu ảnh hậu Hạ Đài Phượng (Đài Loan), và các ngôi sao Trung Quốc: Trịnh Diệc Đồng, Đồ Lê Mạn, cựu á hậu Lưu Khiết, Ảnh Vương Trì Soái và lớp hậu bối như Lăng Tiêu Túc vai chàng công tử nhà giàu thiếu bản lĩnh, dối trá Hồng Thế Hiền. Phim đã được phát sóng tại Việt Nam vào năm 2013 trên kênh D-Dramas.
- Năm 2012, bộ phim Mặt nạ hoa hồng được Philippines làm lại và kênh GMA Network sản xuất, với sự tham gia của Marian Rivera vai Angeline Santos/Chantal Gonzalez; Dennis Trillo vai Marcel Salcedo; Glaiza de Castro vai Heidi Fernandez; Rafael Rosell vai Nigel Amanda. Bộ phim chỉ thay đổi một vài chi tiết cảnh phim khác so với bản gốc. Phim đã từng phát sóng trên TodayTV (Việt Nam) vào lúc 19h hàng ngày từ ngày 28 tháng 10 năm 2013. Bộ phim công chiếu cùng thời điểm Marian Rivera đến Việt Nam do kênh truyền hình TodayTV mời và gặp gỡ với fan hâm mộ cô cũng như sau khoảng thời gian nam diễn viên Dennis Trillo đến thăm Việt Nam. Bộ phim cũng đã đạt được nhiều giải thưởng danh giá trong và ngoài nước.
- Năm 2015, bộ phim Việt Nam Ngoại tình với vợ công chiếu kênh SCTV14, tuy nhiên nhà sản xuất phủ nhận bộ phim đạo ý tưởng hoàn toàn về cốt truyện bản gốc và gây ra ý kiến trái chiều cũng như về diễn xuất các diễn viên trong phim. Nội dung phim xoay quanh cô vợ hiền lành, cam chịu Thủy Tiên (Phan Thị Mơ), khi phát hiện người chồng trăng hoa Gia Huy (Nhan Phúc Vinh) ngoại tình với người bạn thân Bảo Lan, đã tìm cách trốn chạy. Nhưng không may cô bị dòng nước biển cuốn đi trước sự vô tình của chồng và bạn thân. Thoát chết, Thủy Tiên trở về với thân phận mới và tìm cách báo thù. Phim với sự tham gia của Phan Thị Mơ (đại diện của Việt Nam tại cuộc thi Hoa hậu Trái Đất 2011 và Hoa hậu Đại sứ Du lịch Thế giới 2018), Hà Trí Quang, Trương Nam Thành, Bích Huyền, Nhan Phúc Vinh, Phương Thanh...